# Tour de Pologne 2010
Tour de Pologne 2010, v pořadí 67. ročník cyklistického etapového závodu, se uskutečnil ve dnech 1. až 7. srpna. Závod se poprvé v historii jel na krátkém úseku mimo území Polska, když 4. srpna vedla trasa po mostě přes řeku Olši do Česka, do města Český Těšín. Připomenenuto tak bylo 1200. let od založení města.

## Seznam etap
| Etapa | Start / cíl                        | Vzdálenost | Typ etapy       | Datum    | Vítěz etapy        | Žlutý trikot     |
| ----- | ---------------------------------- | ---------- | --------------- | -------- | ------------------ | ---------------- |
| 1.    | Sochaczew – Varšava                | 173,1 km   | Rovinatá etapa  | 1. srpen | Jacopo Guarnieri   | Jacopo Guarnieri |
| 2.    | Rawa Mazowiecka – Dąbrowa Górnicza | 239,8 km   | Rovinatá etapa  | 2. srpen | André Greipel      | Allan Davis      |
| 3.    | Sosnovec – Katovice                | 133,1 km   | Rovinatá etapa  | 3. srpen | Yauheni Hutarovich | Allan Davis      |
| 4.    | Tychy – Těšín                      | 175,9 km   | Kopcovitá etapa | 4. srpen | Mirco Lorenzetto   | Mirco Lorenzetto |
| 5.    | Jastrzębie-Zdrój – Ustroň          | 187,5 km   | Horská etapa    | 5. srpen | Dan Martin         | Dan Martin       |
| 6.    | Osvětim – Bukowina Tatrzańska      | 228,5 km   | Horská etapa    | 6. srpen | Bauke Mollema      | Dan Martin       |
| 7.    | Nowy Targ – Krakov                 | 140,3 km   | Kopcovitá etapa | 7. srpen | André Greipel      | Dan Martin       |